# Дуванский район
Дува́нский райо́н (баш. Дыуан районы) — административно-территориальная единица (район) и муниципальное образование (муниципальный район) в её границах под наименованием муниципальный район Дуванский район (баш. Дыуан районы муниципаль районы) в составе Республики Башкортостан Российской Федерации.
Административный центр — село Месягутово, находящееся в 233 км от Уфы.

## Географическое положение и климат
Район находится на северо-востоке республики. Площадь составляет 3243 км². Западная и центральная части района расположены на Уфимском плато высотой до 517 м, сплошь покрытом елово-пихтовым лесом, восточная часть относится к Юрюзано-Айской увалисто-волнистой равнине с островками берёзовых, берёзово-сосновых лесов. Климат умеренно континентальный, прохладный. Средняя температура января: −15,5 °C, июля: +17,7 °C. Годовое количество осадков 437 мм. Почвы сельскохозяйственных угодий, слабо оподзоленные и выщелоченные чернозёмы, тёмно-серые лесные. Полезные ископаемые: природный газ, строительный камень, известняк, кирпичное сырьё, песчано-гравийная смесь и песок, агроруда.

## История
Район образован 20 августа 1930 года, центром района первоначально было село Дуван.

## Население
| 2002    | 2008    | 2009    | 2010    | 2012    | 2013    |
| ------- | ------- | ------- | ------- | ------- | ------- |
| 32 016  | ↘31 566 | ↘31 501 | ↘31 068 | ↘30 959 | ↗30 974 |
| 2014    | 2015    | 2016    | 2017    | 2021    |         |
| ↘30 900 | ↘30 813 | ↗30 825 | ↗30 930 | ↗30 942 |         |

Согласно прогнозу Минэкономразвития России, численность населения будет составлять:
- 2024 — 32,69 тыс. чел.
- 2035 — 34,67 тыс. чел.

### Национальный состав
Согласно Всероссийской переписи населения 2010 года: русские — 63,9 %, башкиры — 20,4 %, татары — 12,8 %, мордва-эрзяне — 1,6 %, лица других национальностей — 1,1 %.
По итогам переписи населения 2020 года проживали следующие национальности (национальности менее 0,1 % и другое см. в сноске к строке «Другие»):
| Национальность | Численность, чел. | Доля     |
| -------------- | ----------------- | -------- |
| Русские        | 19 458            | 62,89 %  |
| Башкиры        | 6490              | 20,97 %  |
| Татары         | 4022              | 13,00 %  |
| Мордва         | 293               | 0,95 %   |
| Армяне         | 136               | 0,44 %   |
| Азербайджанцы  | 47                | 0,15 %   |
| Украинцы       | 44                | 0,14 %   |
| Чуваши         | 40                | 0,13 %   |
| Узбеки         | 40                | 0,13 %   |
| Марийцы        | 37                | 0,12 %   |
| Цыгане         | 34                | 0,11 %   |
| Другие         | 301               | 0,97 %   |
| Итого          | 30 942            | 100,00 % |

### Языковой состав
Согласно Всероссийской переписи населения 2010 года родными языками населения являлись: русский — 67 %, башкирский — 19,5 %, 
татарский — 11,6 %, мордовский — 1,1 %.
Согласно Всероссийской переписи населения 2020 года родными языками населения являлись: русский — 66,2 %, башкирский — 19,8 %, 
татарский — 11,7 %, мордовский — 0,8 %.

## Административное деление
В Дуванский район как административно-территориальную единицу республики входит 13 сельсоветов.
В одноимённый муниципальный район в рамках местного самоуправления входит 13 муниципальных образований со статусом сельского поселения:
| №     | Муниципальное образование | Административный центр | Количество населённых пунктов | Население (чел.) | Площадь (км²) |
| ----- | ------------------------- | ---------------------- | ----------------------------- | ---------------- | ------------- |
| 1e-06 | Сельское поселение        |                        |                               |                  |               |
| 1     | Ариевский сельсовет       | село Ариево            | 6                             | 1298             |               |
| 2     | Вознесенский сельсовет    | село Вознесенка        | 2                             | 2208             |               |
| 3     | Дуванский сельсовет       | село Дуван             | 9                             | 4063             |               |
| 4     | Заимкинский сельсовет     | село Заимка            | 4                             | 519              |               |
| 5     | Лемазинский сельсовет     | село Лемазы            | 2                             | 498              |               |
| 6     | Месягутовский сельсовет   | село Месягутово        | 4                             | 13 056           |               |
| 7     | Метелинский сельсовет     | село Метели            | 2                             | 1054             |               |
| 8     | Михайловский сельсовет    | село Михайловка        | 7                             | 1242             |               |
| 9     | Рухтинский сельсовет      | село Рухтино           | 3                             | 1390             |               |
| 10    | Сальевский сельсовет      | село Сальевка          | 1                             | 786              |               |
| 11    | Сикиязский сельсовет      | село Сикияз            | 4                             | 1440             |               |
| 12    | Улькундинский сельсовет   | село Улькунды          | 2                             | 1196             |               |
| 13    | Ярославский сельсовет     | село Ярославка         | 1                             | 2180             |               |

### Населённые пункты
В Дуванском районе 47 населённых пунктов.

| Месягутово  | ↗12 019 |
| Дуван       | ↘3397   |
| Ярославка   | ↘2180   |
| Улькунды    | ↘1255   |
| Вознесенка  | ↘1217   |
| Тастуба     | ↘1148   |
| Метели      | →1080   |
| Михайловка  | ↘994    |
| Сальевка    | ↗786    |
| Сикияз      | →773    |
| Рухтино     | ↗676    |
| Озеро       | ↘629    |
| Лемазы      | ↗531    |
| Абдрашитово | ↗402    |
| Кадырово    | ↘400    |
| Ариево      | ↗385    |

| Анзяк              | ↗382 |
| Старохалилово      | ↗378 |
| Каракулево         | ↗357 |
| Чертан             | ↘242 |
| Маржангулово       | ↗231 |
| Усть-Аяз           | ↘227 |
| Заимка             | ↘220 |
| Октябрьский        | ↘220 |
| Митрофановка       | ↘207 |
| Мулькатово         | ↘207 |
| Новомихайловка     | ↘176 |
| Новохалилово       | ↗156 |
| Калмаш             | ↘131 |
| Верхнее Абсалямово | ↗103 |
| Матавла            | ↘101 |
| Семериковка        | ↘88  |

| Усть-Югуз         | ↘86 |
| Елантуб           | ↘85 |
| Комсомольский     | ↘52 |
| Потаповка         | ↘48 |
| Сафоновка         | ↘42 |
| Бурцевка          | ↘39 |
| Победа            | ↗20 |
| Кутрасовка        | ↘16 |
| Нижнее Абсалямово | ↗13 |
| Гладких           | ↘12 |
| Ежовка            | ↘8  |
| Игнашкино         | ↗4  |
| Трапезниковка     | 4   |
| Кошелевка         | →3  |
| Пичугино          | ↘0  |

## Экономика
Под сельскохозяйственными угодьями занято 125,5 тыс. га (38,6 % территории района), в том числе под пашнями — 90,9 тыс. га, сенокосами — 11,0 тыс. га, пастбищами — 23,6 тыс. га. В равнинной лесостепной части района сельское хозяйство представлено молочно-мясным скотоводством, свиноводством, зерновым хозяйством, картофелеводством, в сильно облесённой и редко заселённой западной части — мясо-молочным скотоводством с земледелием очагового характера. Леса занимают 188,3 тыс. га (58 % территории района). Запасы древесины — 25,9 млн.м³.

## Транспорт
По территории района проходит автодорога Бирск — Месягутово — Сатка. Месягутово связано автодорогами с Красноуфимском, Уфой через село Малояз.

## Образование и культура
В районе действуют 21 общеобразовательная школа, в том числе 13 средних, Дуванский многопрофильный колледж, Месягутовский педагогический колледж, Филиал Дуванского многопрофильного колледжа в с. Ярославка, 23 массовых библиотеки, 30 клубных учреждений, центральная и 3 участковых больницы. Издаётся газета на русском языке «Дуванский вестник».

## Район в киноискусстве
В нескольких деревнях Дуванского района и в предгорьях скалы Сабакай, расположенной на правом берегу реки Юрюзань, снимался фильм «Вечный зов».